# タイランド湾
タイランド湾（タイランドわん、タイ語:อ่าวไทย、ベトナム語:Vịnh Thái Lan、クメール語:ឈូងសមុទ្រថៃ、マレー語:Teluk Thailand、タイ湾とも）は、太平洋南シナ海の最西部にある湾。インドシナ半島南岸とマレー半島東岸に挟まれた海域で、タイ王国（タイランド）、カンボジア、ベトナム、マレーシアがその海岸線を有する。

## 地理

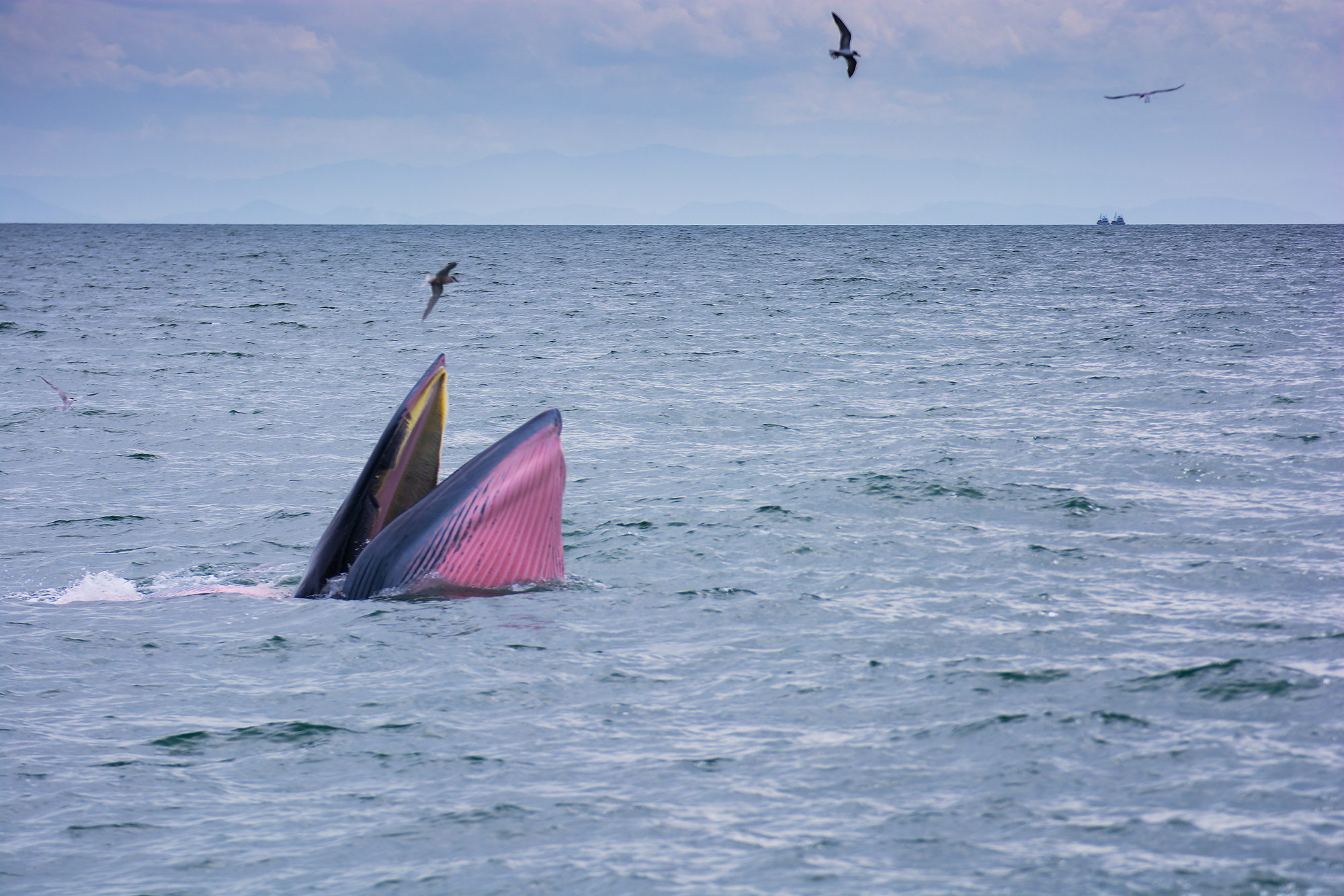
湾内で摂餌をするカツオクジラ。

南東方向に開けた湾であり、最北地点チャオプラヤー川河口を最奥に、ベトナムのバイブン岬からマレーシアのコタバルまでを結ぶ範囲となっている。その面積は大雑把に320,000km2にも及ぶと言われる。また、タイ地域の旧称シャムに由来して、シャム湾という表記が用いられていたこともある。
湾内の水深は非常に浅く、平均は45メートルで、最深部でも80メートルである。この浅さは湾内の水流を緩やかにし、さらに、チャオプラヤー川などからの淡水流入によって、塩分濃度が3.05-3.25%とかなり低くなっているのが特徴である。ただし、南シナ海から流れてくる塩水により、濃度が一部濃くなっているところがあり、50メートル以下の場所では3.4%となっている場合もある。その水深のため、氷期の海面低下した時期においてはタイランド湾は陸地化していたが、その後、海面の上昇によって、湾が形成されたと考えられる（「スンダランド」を参照）。
チャオプラヤーをはじめとする複数の河川が湾奥に流れ込むことにより豊富な海洋生物が棲息し、それらを餌とするカツオクジラ、ツノシマクジラ、シナウスイロイルカ、カワゴンドウ、スナメリ、ジュゴンといった海獣やタイマイなどの貴重な海洋生物の住処にもなっている。特にカツオクジラはホエールウォッチングの対象になっている。

## 産物・産業
上記の海洋生物のうち、食用にできる魚介類は漁業の対象となる。
鉱物資源として石油や天然ガスなどが産出される。このためタイ石油公社（PTT）が海底油田・ガス田開発を手がけ、ラヨン県マープタープット工業団地を中心に石油精製・石油化学品の製造を行い、511kmにわたるパイプラインで国内需要に供給している。
南洋であるため湾内の水温は高く、珊瑚礁が発生しやすいと言われている。珊瑚礁や砂浜のあるきれいな海域はマリンスポーツやリゾートなどが盛んであり、有名な観光地としてはタイ王国のパッタヤー、サムイ島（コサムイ、Koh Samui）を含むスラーターニー県海岸部などが挙げられる。ただし、有毒なウニのガンガゼが集団で生息している。海に入る際は注意が必要である。
バンコク湾の最奥部のチャオプラヤ河口付近には、首都の河港として長年栄えたバンコク港がある。コンテナ船の大型化により、1990年代にはバンコク湾の入口付近に水深の深いレムチャバン港が開かれ、バンコク港に代わるタイの主要港湾へと成長した。タイランド湾の南部にはソンクラー港が、タイランド湾の東側にはカンボジアの主要港湾であるシハヌークビル港がある。

## 主な支湾
- タイ王国のサッタヒープからチャアムまでを特にバンコク湾（อ่าว บางกอก）と言うことがある。
- カンボジアのココン州とシアヌークビル（コンポン・ソム）に囲まれた部分をコンポンソム湾と呼ぶ。
- ベトナムのキエンザン省ラックザーの海岸周辺をラックザー湾（Vịnh Rạch Giá）と呼ぶ。